# Fárnaces II do Ponto
Fárnaces II do Ponto (em língua grega antiga: Φαρνάκης) (97 a.C. — 47 a.C.) era filho bastardo de Mitrídates VI do Ponto Eupátor, a quem sucedeu na chefia do Reino do Ponto. Graças às campanhas que levou a cabo junto com seu pai contra a República Romana, conseguiu grandes conhecimentos sobre as legiões (Quinto Sertório enviou um grupo de centuriões para treinar as tropas do Ponto como as legiões de Roma). 
Em 63 a.C., Farnaces mata seu próprio pai, Mitrídates VI do Ponto,  e recebe, como prêmio, o reino do Bósforo.
Pactuou com Roma a paz, para reorganizar os seus exércitos, mas rompeu-a em 47 a.C..
Foi derrotado na Batalha de Zela por Júlio César, que reuniu as suas tropas entre as guarnições das províncias asiáticas que Roma detinha. Após essa batalha César pronunciou veni, vidi, vici (vim, vi, venci), uma das frases mais famosas da História.